# Lapleau
Lapleau est une commune française située dans le département de la Corrèze en région Nouvelle-Aquitaine.
Ses habitants sont les Lapleaucois.

## Géographie

### Communes limitrophes
Les communes limitrophes sont  Lamazière-Basse, Laval-sur-Luzège, Saint-Hilaire-Foissac, Saint-Pantaléon-de-Lapleau et Soursac.

### Hydrographie

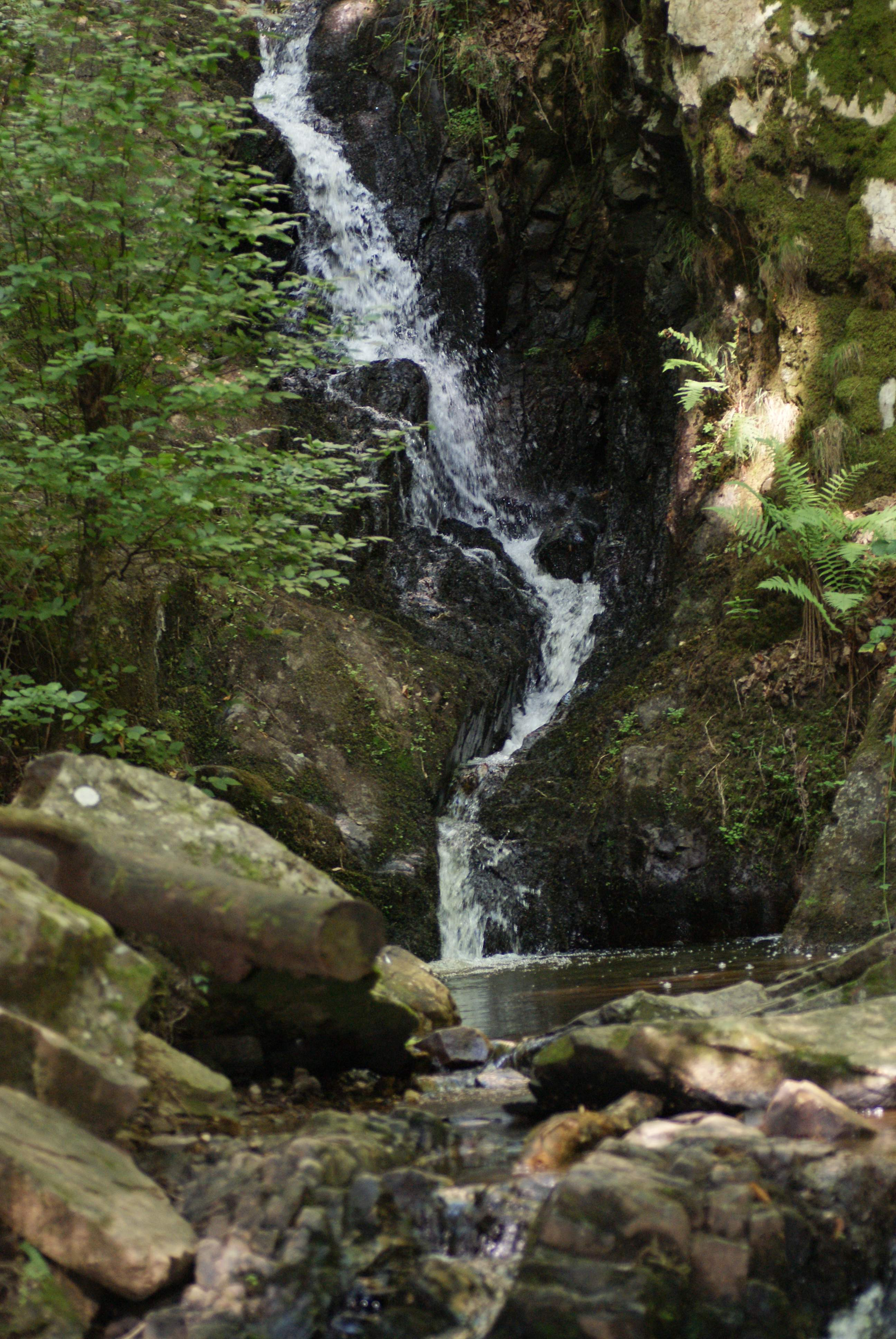
Cascade de Neyrat à Lapleau.

La commune est délimitée pour une grande partie par la Luzège, un affluent de la Dordogne. Cette rivière forme une véritable frontière physique avec les communes de Soursac, Saint-Pantaléon-de-Lapleau et Lamazière-Basse.
Sur le site du Gour noir, légèrement en aval du confluent entre le Vianon et la Luzège, le barrage de la Luzège a été construit. Il s'agit d'un barrage voûte construit pour EDF.

### Climat
Pour des articles plus généraux, voir Climat de la Nouvelle-Aquitaine et Climat de la Corrèze.
Historiquement, la commune est exposée à un climat montagnard.  
En 2020, Météo-France publie une typologie des climats de la France métropolitaine dans laquelle la commune est exposée à un climat de montagne et est dans la région climatique  Ouest et nord-ouest du Massif Central, caractérisée par une pluviométrie annuelle de 900 à 1 500 mm, maximale en automne et en hiver.
Pour la période 1971-2000, la température annuelle moyenne est de 10,5 °C, avec  une amplitude thermique annuelle de 15,3 °C. Le cumul annuel moyen de précipitations est de 1 216 mm, avec 13,7 jours de précipitations en janvier et 8 jours en juillet. Pour la période 1991-2020, la température moyenne annuelle observée sur la station météorologique la plus proche, située sur la commune de Marcillac-la-Croisille à 11 km à vol d'oiseau, est de 10,8 °C et le cumul annuel moyen de précipitations est de 1 318,8 mm,. Pour l'avenir, les paramètres climatiques de la commune estimés pour 2050 selon différents scénarios d’émission de gaz à effet de serre sont consultables sur un site dédié publié par Météo-France en novembre 2022.

## Urbanisme

### Typologie
Au 1er janvier 2024, Lapleau est catégorisée commune rurale à habitat dispersé, selon la nouvelle grille communale de densité à 7 niveaux définie par l'Insee en 2022.
Elle est située hors unité urbaine. Par ailleurs la commune fait partie de l'aire d'attraction d'Égletons, dont elle est une commune de la couronne,. Cette aire, qui regroupe 14 communes, est catégorisée dans les aires de moins de 50 000 habitants,.

### Occupation des sols
L'occupation des sols de la commune, telle qu'elle ressort de la base de données européenne d’occupation biophysique des sols Corine Land Cover (CLC), est marquée par l'importance des forêts et milieux semi-naturels (70 % en 2018), en diminution par rapport à 1990 (71,8 %). La répartition détaillée en 2018 est la suivante : 
forêts (70 %), prairies (27,2 %), zones urbanisées (1,5 %), mines, décharges et chantiers (1,2 %).
L'évolution de l’occupation des sols de la commune et de ses infrastructures peut être observée sur les différentes représentations cartographiques du territoire : la carte de Cassini (XVIIIe siècle), la carte d'état-major (1820-1866) et les cartes ou photos aériennes de l'IGN pour la période actuelle (1950 à aujourd'hui).

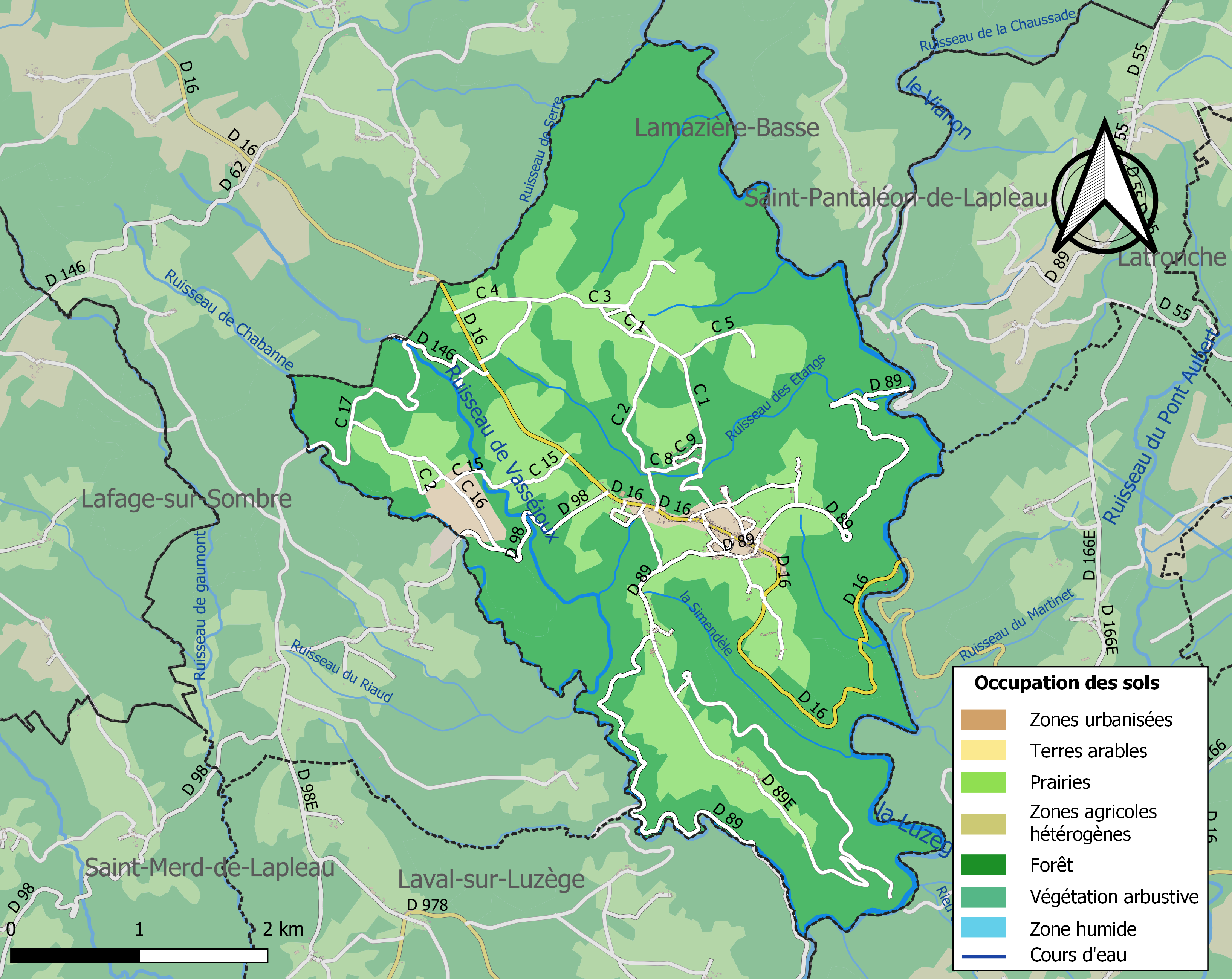
Carte des infrastructures et de l'occupation des sols de la commune en 2018 (CLC).

### Habitat et logement
En 2013 et 2018, le nombre total de logements dans la commune était de 379, alors qu'il était de 369 en 2008.
Parmi ces logements, 50,4 % étaient des résidences principales, 44,6 % des résidences secondaires et 5 % des logements vacants. Ces logements étaient pour 93,7 % d'entre eux des maisons individuelles et pour 4,7 % des appartements.
Le tableau ci-dessous présente la typologie des logements à Lapleau en 2018 en comparaison avec celle de la Corrèze et de la France entière. Une caractéristique marquante du parc de logements est ainsi une proportion de résidences secondaires et logements occasionnels (44,6 %), très  supérieure à celle du département (15,1 %) et à celle de la France entière (9,7 %). Concernant le statut d'occupation de ces logements, 74,9 % des habitants de la commune sont propriétaires de leur logement (68,4 % en 2013), contre 68,5 % pour la Corrèze et 57,5 % pour la France entière.
| Typologie                                               | Lapleau | Corrèze | France entière |
| ------------------------------------------------------- | ------- | ------- | -------------- |
| Résidences principales (en %)                           | 50,4    | 73,8    | 82,1           |
| Résidences secondaires et logements occasionnels (en %) | 44,6    | 15,1    | 9,7            |
| Logements vacants (en %)                                | 5       | 11,1    | 8,2            |

### Toponymie
En 813, le village s’appelait In Plebius Vel Baptismalibus Aecclesiis puis 937 Ecclesiam Quae Plevis Dicitur avant de devenir, vers 1315, de Lapluou puis Lapleau.
Lapleau vient du bas latin plebs, plebes, « église baptismale, église paroissiale » qui est l'origine de son nom.
L'église de Lapleau est placée sous le vocable de saint Étienne indice de la grande ancienneté du village.
La localité est appelée La Pléu en occitan

### Risques majeurs
Le territoire de la commune de Lapleau est vulnérable à différents aléas naturels : météorologiques (tempête, orage, neige, grand froid, canicule ou sécheresse), feux de forêts, mouvements de terrains et séisme (sismicité très faible). Il est également exposé à un risque technologique, la rupture d'un barrage, et à un risque particulier : le risque de radon. Un site publié par le BRGM permet d'évaluer simplement et rapidement les risques d'un bien localisé soit par son adresse soit par le numéro de sa parcelle.

#### Risques naturels

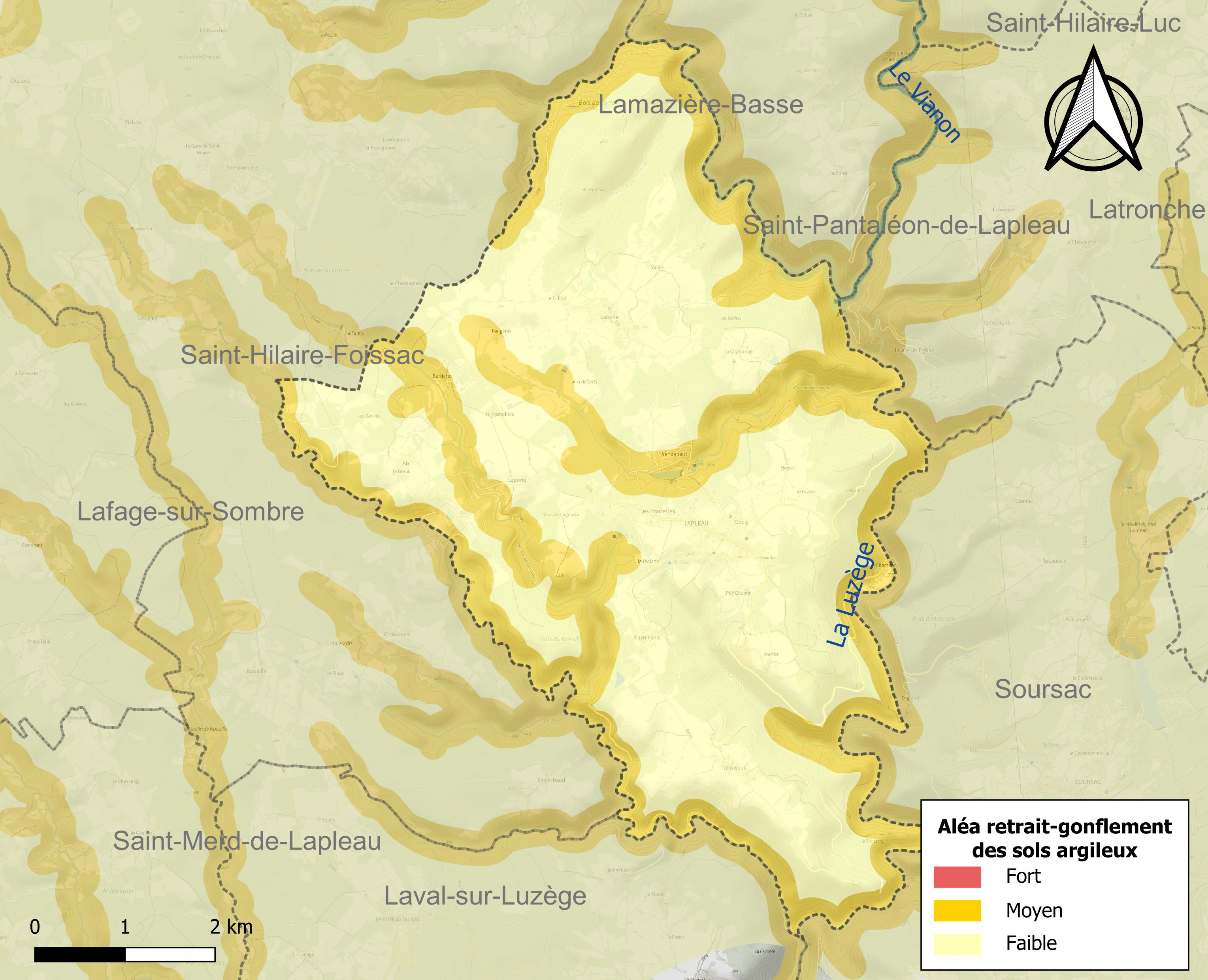
Carte des zones d'aléa retrait-gonflement des sols argileux de Lapleau.

La commune est vulnérable au risque de mouvements de terrains constitué principalement du retrait-gonflement des sols argileux. Cet aléa est susceptible d'engendrer des dommages importants aux bâtiments en cas d’alternance de périodes de sécheresse et de pluie. 33,3 % de la superficie communale est en aléa moyen ou fort (26,8 % au niveau départemental et 48,5 % au niveau national). Sur les 296 bâtiments dénombrés sur la commune en 2019, huit sont en aléa moyen ou fort, soit 3 %, à comparer aux 36 % au niveau départemental et 54 % au niveau national. Une cartographie de l'exposition du territoire national au retrait gonflement des sols argileux est disponible sur le site du BRGM,.
Concernant les feux de forêt, aucun plan de prévention des risques incendie de forêt (PPRIF) n’a été établi en Corrèze, néanmoins le code de l’urbanisme impose la prise en compte des risques dans les documents d’urbanisme. Le périmètre des servitudes d'utilité publique et des zones d'obligation légale de débroussaillement pour les particuliers est quant à lui défini pour la commune dans une carte dédiée. 
La commune a été reconnue en état de catastrophe naturelle au titre des dommages causés par les inondations et coulées de boue survenues en 1982 et 1999. Concernant les mouvements de terrains, la commune a été reconnue en état de catastrophe naturelle au titre des dommages causés par des mouvements de terrain en 1999.

#### Risques technologiques
La commune est en outre située en aval des barrages de Bort-les-Orgues et de l'Aigle, des ouvrages de classe A soumis à PPI. À ce titre elle est susceptible d’être touchée par l’onde de submersion consécutive à la rupture d'un de ces ouvrages.

#### Risque particulier
Dans plusieurs parties du territoire national, le radon, accumulé dans certains logements ou autres locaux, peut constituer une source significative d’exposition de la population aux rayonnements ionisants. Certaines communes du département sont concernées par le risque radon à un niveau plus ou moins élevé. Selon la classification de 2018, la commune de Lapleau est classée en zone 2, à savoir zone à potentiel radon faible mais sur lesquelles des facteurs géologiques particuliers peuvent faciliter le transfert du radon vers les bâtiments. 

## Histoire
Lapleau possédait une gare sur l'ancienne ligne du Transcorrézien allant de Tulle à Ussel en passant par Marcillac-la-Croisille, le viaduc des Rochers Noirs, Soursac, Neuvic, Liginiac…
Cette ligne faisait partie du réseau des tramways de la Corrèze.

## Politique et administration

### Rattachements administratifs et électoraux

#### Rattachements administratifs
La commune se trouve dans l'arrondissement de Tulle du département de la Corrèze.  
Elle était depuis 1793 le chef-lieu du canton de Lapleau. Dans le cadre du redécoupage cantonal de 2014 en France, cette circonscription administrative territoriale a disparu, et le canton n'est plus qu'une circonscription électorale.

#### Rattachements électoraux
Pour les élections départementales, la commune fait partie depuis 2014 du canton d'Égletons
Pour l'élection des députés, elle fait partie de la première circonscription de la Corrèze.

### Intercommunalité
Lapleau est le siège de la communauté de communes de Ventadour - Égletons - Monédières, un établissement public de coopération intercommunale (EPCI) à fiscalité propre créé en 1997 et auquel la commune a transféré un certain nombre de ses compétences, dans les conditions déterminées par le code général des collectivités territoriales.

### Liste des maires
| Période                                  | Période      | Identité        | Étiquette                          | Qualité |
| ---------------------------------------- | ------------ | --------------- | ---------------------------------- | --- |
| Les données manquantes sont à compléter. |              |                 |                                    | |
|                                          |              | Ernest Renaudie |                                    | Conseiller général de Lapleau (1857 → 1864 et 1878 → 1881) |
| avant 1902                               |              | Hippolyte Rouby | Parti radical                      | Médecin Député de la Lozère (1902 → 1907) Sénateur de la Lozère (1907 → 1920) Conseiller général de Lapleau (1887 → 1920) Président du conseil général de la Corrèze (1911 → 1920)         |
| 1921                                     | 1940         | Élie Rouby      | Parti radical                      | Fils de Hippolyte Rouby, industriel Conseiller général de Lapleau (1921 → 1940) |
|                                          |              | Jean Deprun     |                                    | Notaire à Lapleau, juge de paix Conseiller d'arrondissement ( ? → 1940) puis conseiller départemental (1942 → 1945)                                                                        |
| 1944                                     | 1970         | Élie Rouby      | SFIO (exclu en 1969) puis Soc.ind. | Résistant Conseiller d'arrondissement (1945 → 1940) Président du conseil général de la Corrèze (1946-1970) Compagnon de la Libération                                                      |
| 1976                                     | 1983         | Charles Clair   | PS                                 | Instituteur, puis directeur général de la mutualité agricole de la Corrèze Conseiller d'arrondissement (1970 → 1985)                                                                       |
| avant 1988                               |              | Roger Ponty     |                                    | |
|                                          |              | Yvon Gourhand   | PS                                 | Médecin Conseiller général (1985 → 1992) |
| 2001                                     | juillet 2022 | Francis Dubois  | DVD puis LR                        | Salarié agricole Président de la CC de Ventadour - Égletons - Monédières (2014 → 2022) Député de la Corrèze (1re cir) (2022 → 2024) Démissionnaire à la suite de son élection comme député |
| septembre 2022                           | janvier 2025 | Sofia Barbosa   | -                                  | Employée retraitée Démissionnaire |
| mars 2025                                | En cours     | Francis Dubois  | DVD                                | |

## Démographie
L'évolution du nombre d'habitants est connue à travers les recensements de la population effectués dans la commune depuis 1793. Pour les communes de moins de 10 000 habitants, une enquête de recensement portant sur toute la population est réalisée tous les cinq ans, les populations de référence des années intermédiaires étant quant à elles estimées par interpolation ou extrapolation. Pour la commune, le premier recensement exhaustif entrant dans le cadre du nouveau dispositif a été réalisé en 2008.

En 2022, la commune comptait 386 habitants, en évolution de −0,52 % par rapport à 2016 (Corrèze : −0,59 %, France hors Mayotte : +2,11 %).
| 1793 | 1800 | 1806 | 1821 | 1831 | 1836 | 1841 | 1846 | 1851 |
| ---- | ---- | ---- | ---- | ---- | ---- | ---- | ---- | ---- |
| 615  | 655  | 688  | 837  | 853  | 921  | 862  | 933  | 961  |

| 1856 | 1861  | 1866  | 1872  | 1876  | 1881 | 1886  | 1891  | 1896 |
| ---- | ----- | ----- | ----- | ----- | ---- | ----- | ----- | ---- |
| 962  | 1 006 | 1 056 | 1 027 | 1 024 | 987  | 1 017 | 1 012 | 977  |

| 1901 | 1906 | 1911 | 1921 | 1926 | 1931 | 1936 | 1946 | 1954 |
| ---- | ---- | ---- | ---- | ---- | ---- | ---- | ---- | ---- |
| 906  | 932  | 951  | 861  | 818  | 817  | 774  | 669  | 615  |

| 1962 | 1968 | 1975 | 1982 | 1990 | 1999 | 2006 | 2008 | 2013 |
| ---- | ---- | ---- | ---- | ---- | ---- | ---- | ---- | ---- |
| 593  | 586  | 542  | 516  | 514  | 525  | 423  | 393  | 397  |

| 2018 | 2022 | - | - | - | - | - | - | - |
| ---- | ---- | - | - | - | - | - | - | - |
| 373  | 386  | - | - | - | - | - | - | - |

## Lieux et monuments

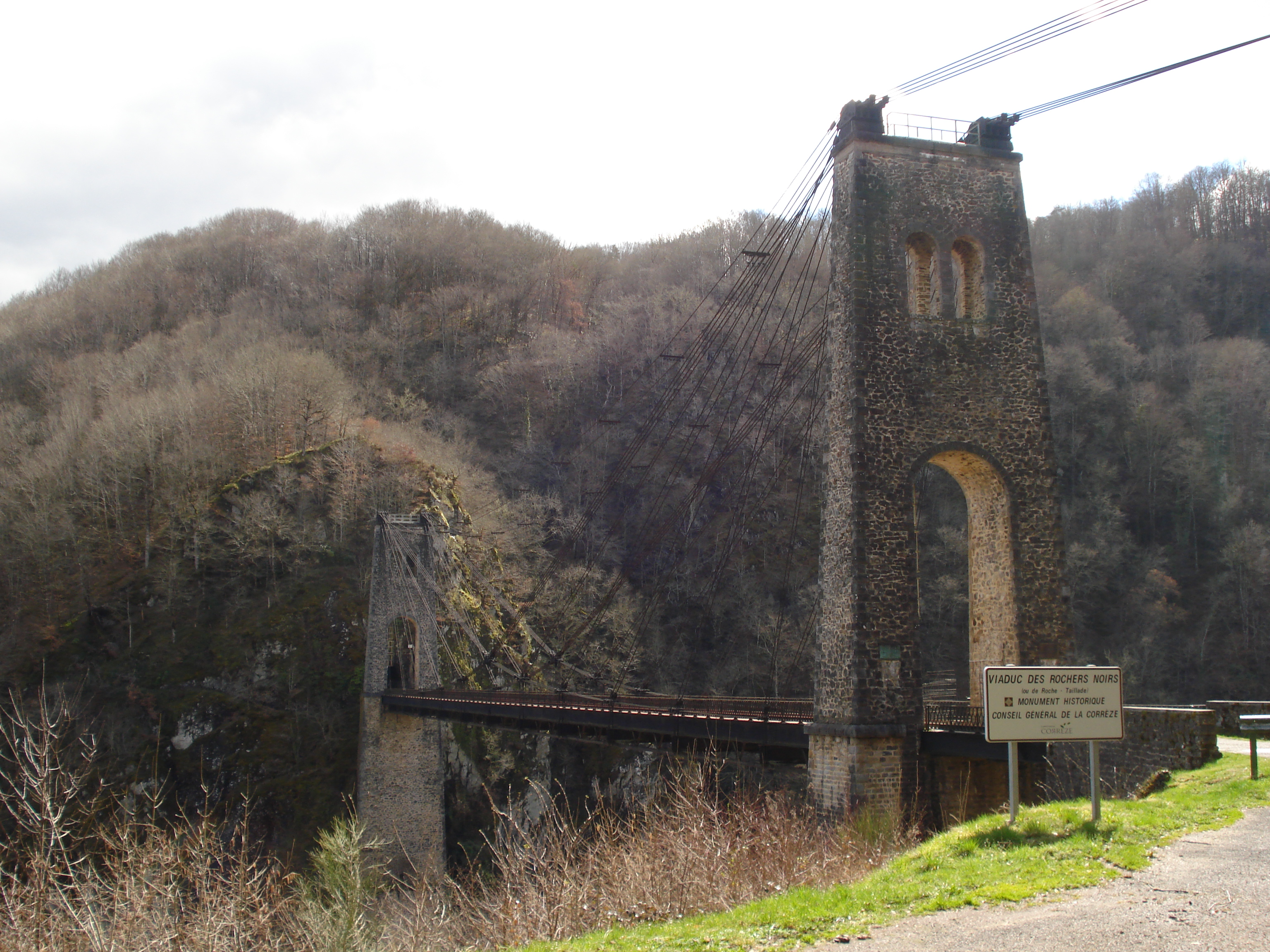
Le viaduc des Rochers Noirs.

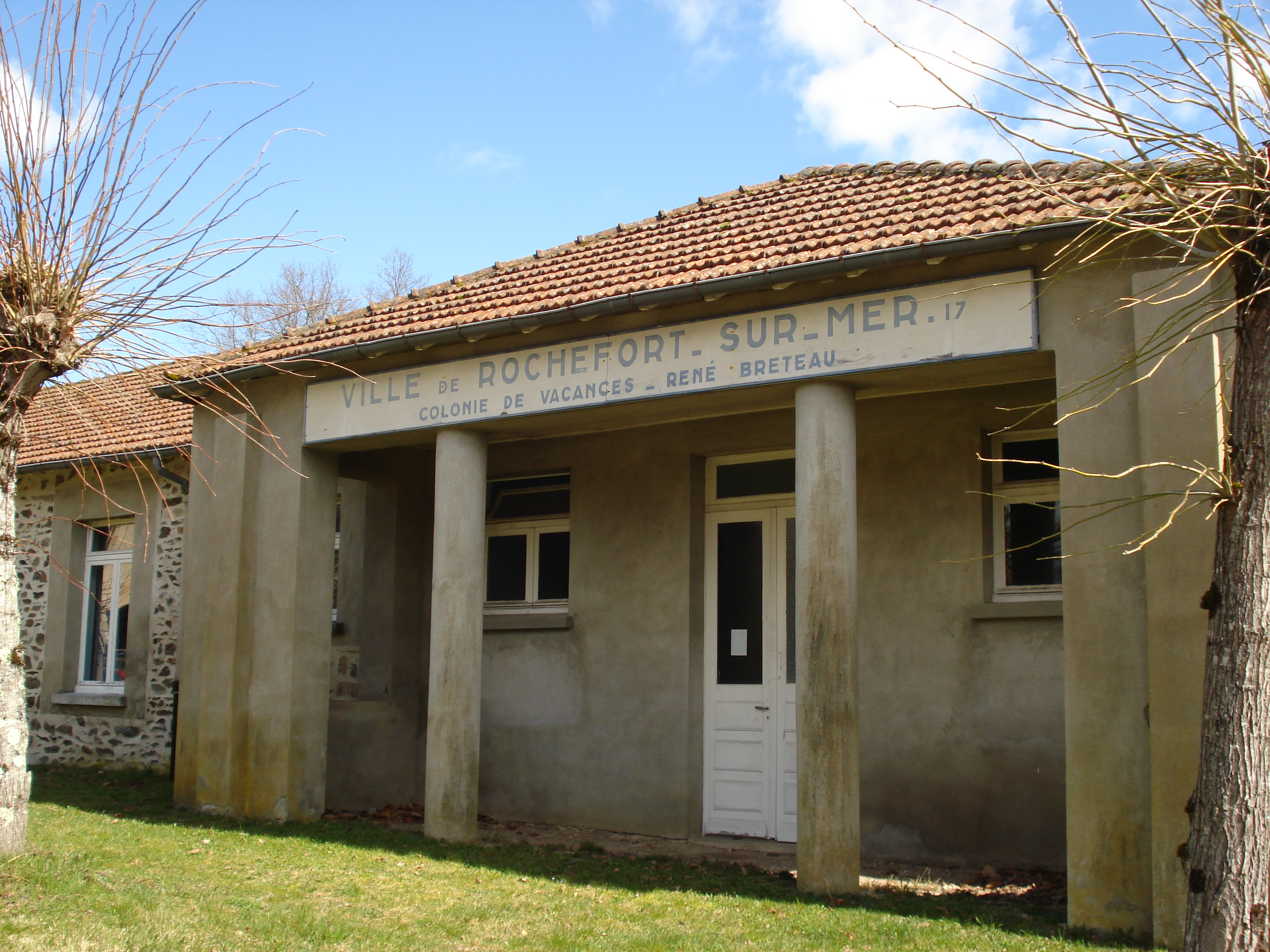
La façade de l'ancienne colonie.

- Le château dit « Rouby » du XVIIe siècle (propriété privée) dont les façades et la toiture en lauze sont inscrits aux monuments historiques, par arrêté du 7 février 1975[33].
- L'église Saint-Étienne de Lapleau, de style néo-romane du XIXe siècle cache un véritable trésor religieux médiéval : des châsses reliquaires caractéristiques des fameux émaux médiévaux du Limousin.
- Le château de Lestrange : il ne reste qu'une colline boisée avec un point de vue sur les gorges de la Luzège, sur la vieille église de Saint-Pantaléon-de-Lapleau. Les pierres du château ont été récupérées par les habitants pour construire leurs demeures et diverses dépendances. La famille de L'Estrange  posséda des seigneuries en Marche et Limousin (Magnat), en Auvergne à Laveissenet), en Vivarais (Boulogne, Grozon/Garezon, St-Martial : voir des précisions et références à aux articles Boulogne et Cheylane). Les familles de Hautefort[34], puis de Saint-Nectaire et de Crussol-Florensac, furent, en bonne part et par mariage, les héritières des Lestrange.[réf. nécessaire]
- La Gentilhommière (XVIe siècle) fut une maison d'habitation des Badets de Burg. Elle est flanquée d'une tour à bretèche et d'une échauguette. Elle est le siège de la communauté de communes de Ventadour.
- Le viaduc des Rochers Noirs (ou de Roche-Taillade), classé aux monuments historiques depuis le 6 décembre 2000, appartenant au conseil départemental de la Corrèze, est un pont suspendu reliant les communes de Lapleau et de Soursac suivant le tracé du Transcorrézien. Ce viaduc fut élaboré selon les procédés du commandant Albert Gisclard, procédés ancêtres du pont à haubans[35].
- Pour de nombreux petits Rochefortais, Lapleau était le lieu de la colonie de vacances de la ville. Après l'arrêt de la colonie, les locaux ont été repris par la commune. Il faut noter aussi que les liens entre les départements de la Corrèze et de la Charente-Maritime sont forts en matière de colonie car le département de la Corrèze possède une colonie, la Martière, sur l'île d'Oléron alors que le département de la Charente-Maritime possédait la sienne à Liginiac jusqu'en 2010.

## Personnalités liées à la commune
- Jacques Durand (1920-2009), fondateur de la Scora (Société CORrézienne d'Automobile), il construit une dizaine de voitures dans un atelier situé à Lapleau avant de déménager dans les Alpes-Maritimes.
- Bernadette Bourzai (1945-), née à Lapleau, sénatrice (PS) de la Corrèze, ancienne maire d’Égletons.

## Héraldique
| Blason de Lapleau | Blason  | De gueules à deux lions adossés d'or, surmontés d'un léopard d'argent.                                                                                                 |
| Blason de Lapleau | Détails | Ce blason est celui de la famille de Lestrange, dont les vestiges du château se trouvent sur les hauteurs de Lapleau. Le statut officiel du blason reste à déterminer. |